# Ricardo Kirk
El teniente Ricardo Kirk (Campos dos Goytacazes, 1874 – General Carneiro, 1 de marzo de 1915) fue el primer oficial aviador de la Aviación del Ejército de Brasil. Está considerado el Patrón de la Aviación del Ejército de Brasil.
Ricardo Kirk nació en la ciudad de Campos dos Goytacazes, estado de Río de Janeiro, Brasil, en 1874. En 1891 se matriculó en la Academia Militar, en noviembre de 1893 fue promovido a alférez, a teniente primero en marzo de 1898, y a capitán a título póstumo en 1915.

## Historia
Ricardo Kirk fue el primer oficial del Ejército Brasileño a aprender a volar aviones. Se graduó de la Escuela de Aviación d'Etampes, en Francia, el 22 de octubre de 1912. Cuando regresó a Brasil, fue uno de los fundadores del Aeroclube Brasileiro, donde ocupó el cargo de director técnico. 

### El accidente
Cuando estalló la Guerra del Contestado en la frontera de los estados de Paraná y Santa Catarina, el teniente Ricardo Kirk fue convocado por el general Setembrino de Carvalho para conducir operaciones aéreas en apoyo de las operaciones de terrestres, habiendo realizado básicamente misiones de reconocimiento. 
Fueron enviados tres monoplanos a la zona de conflicto, estuvieron destinados en el campo de aviación en União da Vitória, bajo el mando del Teniente Ricardo Kirk bajo el mando del teniente Kirk, y otro aviador era el civil italiano Ernesto Darioli. Esos tres aviones, y uno que fue destruido en el trayecto ferroviario, entre Río de Janeiro y la ciudad de União da Vitória, pertenecían al resto de la flota de la "Escuela Brasileña de Aviación", que ya había operado en el Campo dos Afonsos, en 1914, o eran aviones cedidos por el Aeroclube Brasileiro.
Durante una de las misiones de reconocimiento del 1 de marzo de 1915 cerca de General Carneiro en el estado de Santa Catarina, Kirk tuvo un fallo mecánico que asociado a las desfavorables condiciones meteorológicas y de visibilidad, dio lugar a un grave accidente que le provocó la muerte. 

### El monumento

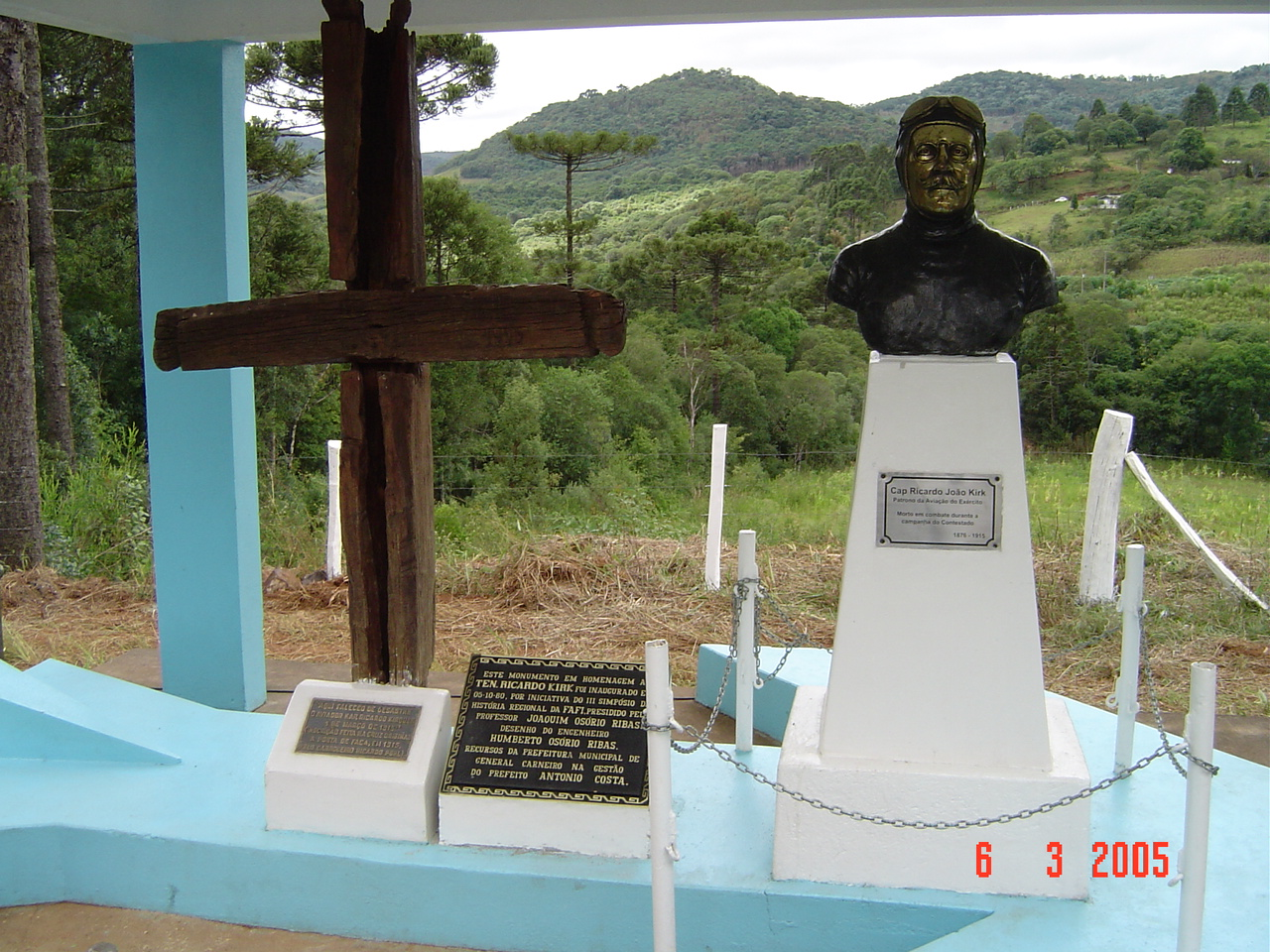
El monumento A Cruz do Aviador en General Carneiro, Estado de Paraná. 2005.

En el lugar del accidente, en los márgenes de la carretera que conduce de União da Vitória a Caçador, en el municipio de General Carneiro, fue erigido un monumento llamado "Cruz do Aviador" (la cruz del aviador). Inicialmente consistía sólo en una cruz de madera, hecha por los campesinos que habían ayudado al aviador herido de traviesas del Ferrocarril del Contestado con el nombre de Kirk tallado a cuchillo. Permanece en la actualidad recordando la mala suerte del primer accidente mortal de un aviador brasileño. El 5 de octubre de 1980 fue inaugurado por la ciudad de General Carneiro otro monumento alrededor de la cruz. Consiste en una estructura de hormigón armado que simboliza la aeronave de Kirk. El 10 de marzo de 2002, el Mando de la Aviación del Ejército Brasileño erigió en el lugar un busto del aviador en bronce.

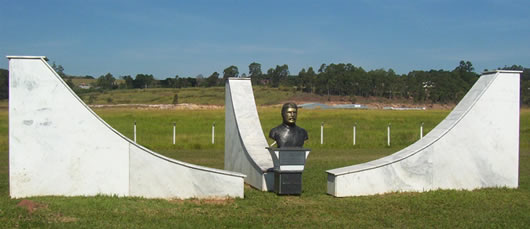
Monumento a Ricardo Kirk en Taubaté. 1996.

En octubre de 1943, los restos del teniente Kirk fueron trasladados al Mausoleo de los Aviadores, en el cementerio São João Batista, en Río de Janeiro. En 1996 fueron enterrados a un monumento construido en su honor por el Mando de la Aviación del Ejército en Taubaté, Estado de São Paulo. 
En la esquina noreste de Campo dos Afonsos, una de las más importantes bases de la Fuerza Aérea Brasileña, hay una colina que fue llamada Ricardo Kirk en honor del este precursor de la Aviación Militar.